# カイル・ハート (右投手)
カイル・ディロン・ハート（Kyle Dillon Hurt, 1998年5月30日 - ）は、アメリカ合衆国カリフォルニア州サンディエゴ郡ランチョサンタフェ出身のプロ野球選手（投手）。右投右打。MLBのロサンゼルス・ドジャース所属。

## 経歴

### プロ入り前
2017年のMLBドラフト34巡目（全体1013位）でフィラデルフィア・フィリーズから指名されたが、この時は契約せずに南カリフォルニア大学へ進学した。

### プロ入りとマーリンズ傘下時代
2020年のMLBドラフト5巡目（全体134位）でマイアミ・マーリンズから指名され、プロ入り。この年はCOVID-19の影響でマイナーリーグの試合が開催されなかったため、公式戦の登板は無かった。

### ドジャース時代
2021年2月12日にディラン・フローロとのトレードでアレックス・ベシアと共にロサンゼルス・ドジャースへ移籍した。この年、傘下のルーキー級アリゾナ・コンプレックスリーグ・ドジャースでプロデビュー。A級ランチョクカモンガ・クエークスでもプレーし、2球団合計で12試合（先発4試合）に登板して2勝2敗1セーブ、防御率5.57、36奪三振を記録した。オフにはアリゾナ・フォールリーグに参加し、グレンデール・デザートドッグスに所属した。
2022年はA+級グレートレイクス・ルーンズとAA級タルサ・ドリラーズでプレーし、2球団合計で25試合（先発17試合）に登板して5勝7敗、防御率5.27、109奪三振を記録した。
2023年はマイナーではAA級タルサとAAA級オクラホマシティ・ドジャースでプレーし、2球団合計で26試合（先発16試合）に登板して4勝4敗、防御率3.91、152奪三振を記録した。9月12日にメジャー契約を結んで40人枠入りすると、メジャーデビューとなった同日のサンディエゴ・パドレス戦では8回表から登板して2回を無失点に抑えた。この年メジャーでは上記の1試合の登板のみだった。
2024年3月14日にMLB史上初となる韓国のソウルでサンディエゴ・パドレスと開催する開幕戦に帯同する選手として発表された。3月15日に仁川国際空港に到着。3月20日に開幕ロースター入りした。4月20日に右肩痛で故障者リスト入りし、7月25日にトミー・ジョン手術を受けた。
2025年は4月2日に60日間の故障者リスト入りとなった。

## 選手としての特徴
速球は最速98mph（約157.7km/h）を計測し、球質も重い。変化球では80mph後半のチェンジアップの評価が高く、他にはスピンの効いたスライダーと80mph前半を計測して緩急を付けられるカーブを持つ。一方で制球難が課題に挙げられる。

## 詳細情報

### 年度別投手成績
| 年 度    | 球 団    | 登 板 | 先 発 | 完 投 | 完 封 | 無 四 球 | 勝 利 | 敗 戦 | セ 丨 ブ | ホ 丨 ル ド | 勝 率 | 打 者 | 投 球 回 | 被 安 打 | 被 本 塁 打 | 与 四 球 | 敬 遠 | 与 死 球 | 奪 三 振 | 暴 投 | ボ 丨 ク | 失 点 | 自 責 点 | 防 御 率 | W H I P |
| -------- | -------- | ----- | ----- | ----- | ----- | -------- | ----- | ----- | -------- | ----------- | ----- | ----- | -------- | -------- | ----------- | -------- | ----- | -------- | -------- | ----- | -------- | ----- | -------- | -------- | ------- |
| 2023     | LAD      | 1     | 0     | 0     | 0     | 0        | 0     | 0     | 0        | 0           | ----  | 6     | 2.0      | 0        | 0           | 0        | 0     | 0        | 3        | 0     | 0        | 0     | 0        | 0.00     | 0.00    |
| 2024     | LAD      | 3     | 1     | 0     | 0     | 0        | 0     | 1     | 0        | 0           | .000  | 27    | 6.2      | 8        | 0           | 1        | 0     | 0        | 3        | 0     | 0        | 2     | 1        | 1.35     | 1.35    |
| MLB：2年 | MLB：2年 | 4     | 1     | 0     | 0     | 0        | 0     | 1     | 0        | 0           | .000  | 33    | 8.2      | 8        | 0           | 1        | 0     | 0        | 6        | 0     | 0        | 2     | 1        | 1.04     | 1.04    |

- 2024年度シーズン終了時

### 年度別守備成績
| 年 度 | 球 団 | 投手（P） | 投手（P） | 投手（P） | 投手（P） | 投手（P） | 投手（P） |
| 年 度 | 球 団 | 試 合     | 刺 殺     | 補 殺     | 失 策     | 併 殺     | 守 備 率  |
| ----- | ----- | --------- | --------- | --------- | --------- | --------- | --------- |
| 2023  | LAD   | 1         | 0         | 0         | 0         | 0         | ----      |
| 2024  | LAD   | 3         | 1         | 0         | 0         | 0         | 1.000     |
| MLB   | MLB   | 4         | 1         | 0         | 0         | 0         | 1.000     |

- 2024年度シーズン終了時

### 背番号
- 63（2023年 - ）